# Mahlsdorf (Salzwedel)
Mahlsdorf (Salzwedel) is een plaats en voormalige gemeente in de Duitse deelstaat Saksen-Anhalt, en maakt deel uit van de Landkreis Altmarkkreis Salzwedel.
Mahlsdorf vormt samen met Maxdorf (Salzwedel) een Ortschaft van de gemeente Salzwedel. Het ligt aan de Bundesstraße 71, 8 kilometer ten zuidoosten van de stad Salzwedel.
Mahlsdorf (Salzwedel) zelf telde eind 2023 278 inwoners, in Maxdorf woonden toen 52 mensen.
Op de plaats, waar sedert ca. 1220 de Sebastiaankerk van Mahlsdorf staat, heeft een prehistorische cultusplaats gestaan; enkele menhirs vlakbij de kerk zijn daar nog een restant van.
Grote energiebedrijven startten in 2008 bij Maxdorf een proefinstallatie op voor ondergrondse CO2-opslag. Na felle protesten van de bevolking werd dit project gestaakt. De installaties werden in 2016 weer gesloopt.

## Afbeeldingen

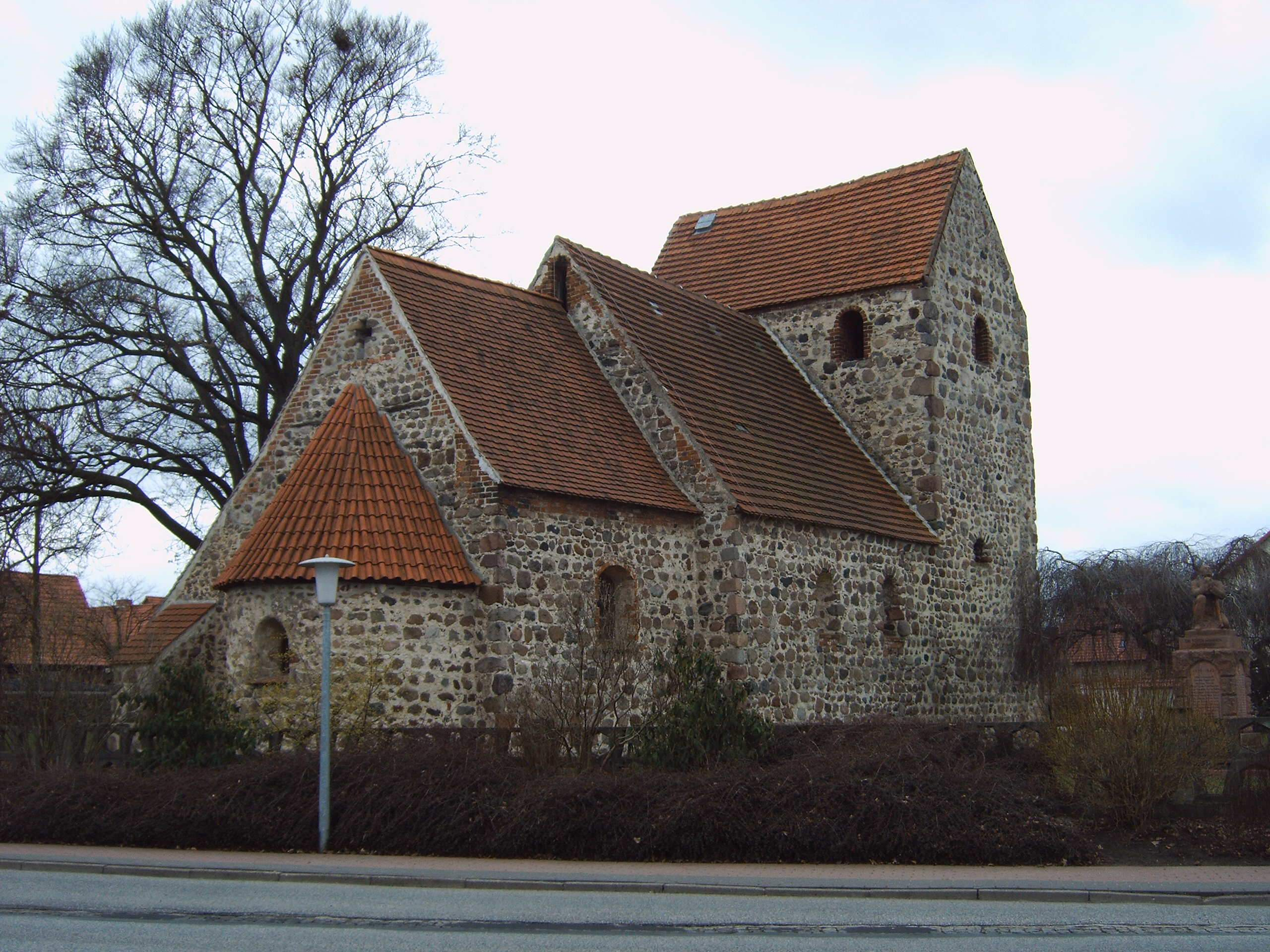
Dorpskerk van Mahlsdorf
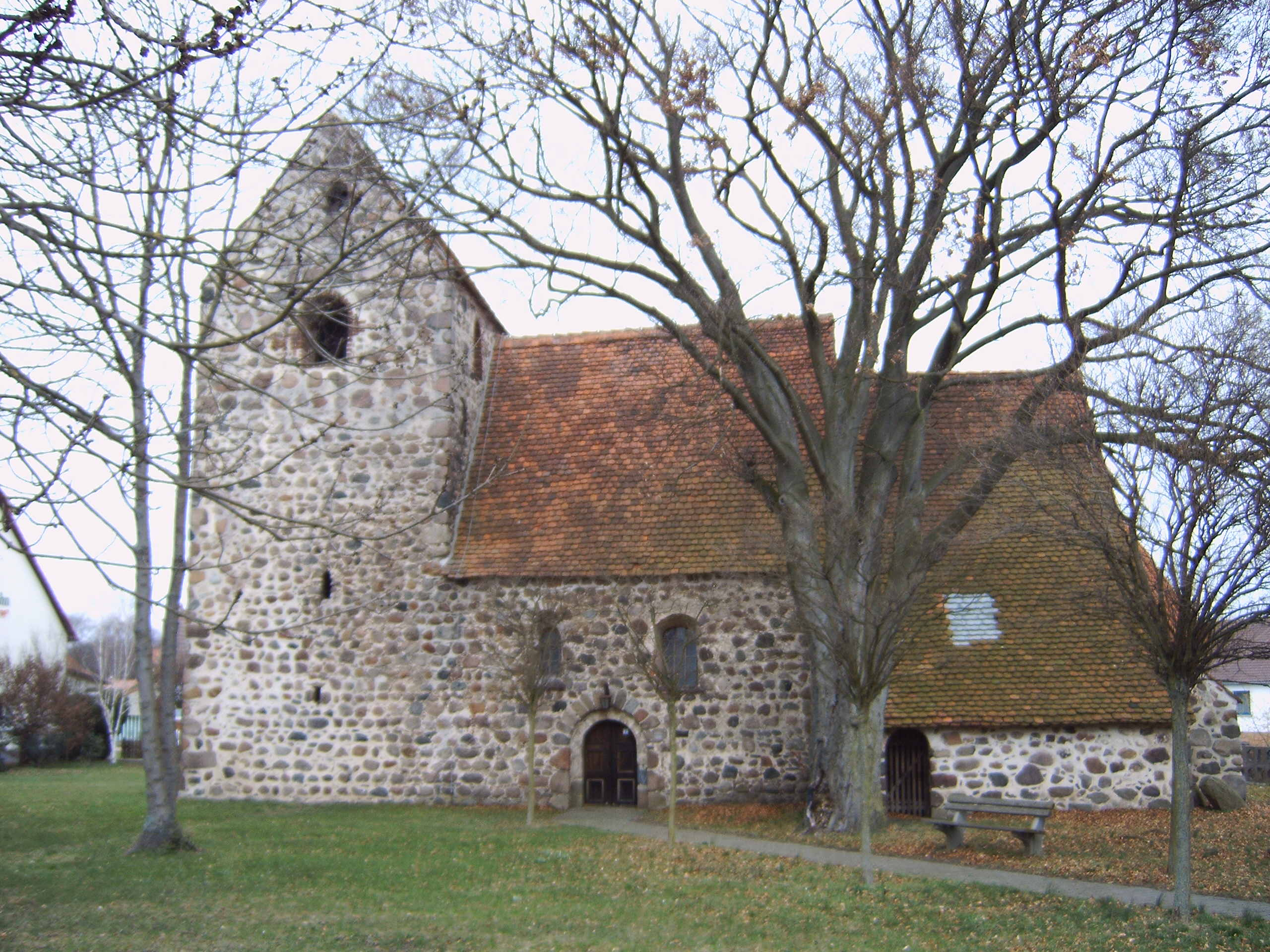
Achterkant van deze kerk met geheel rechts, tegen de muur aan, een menhir
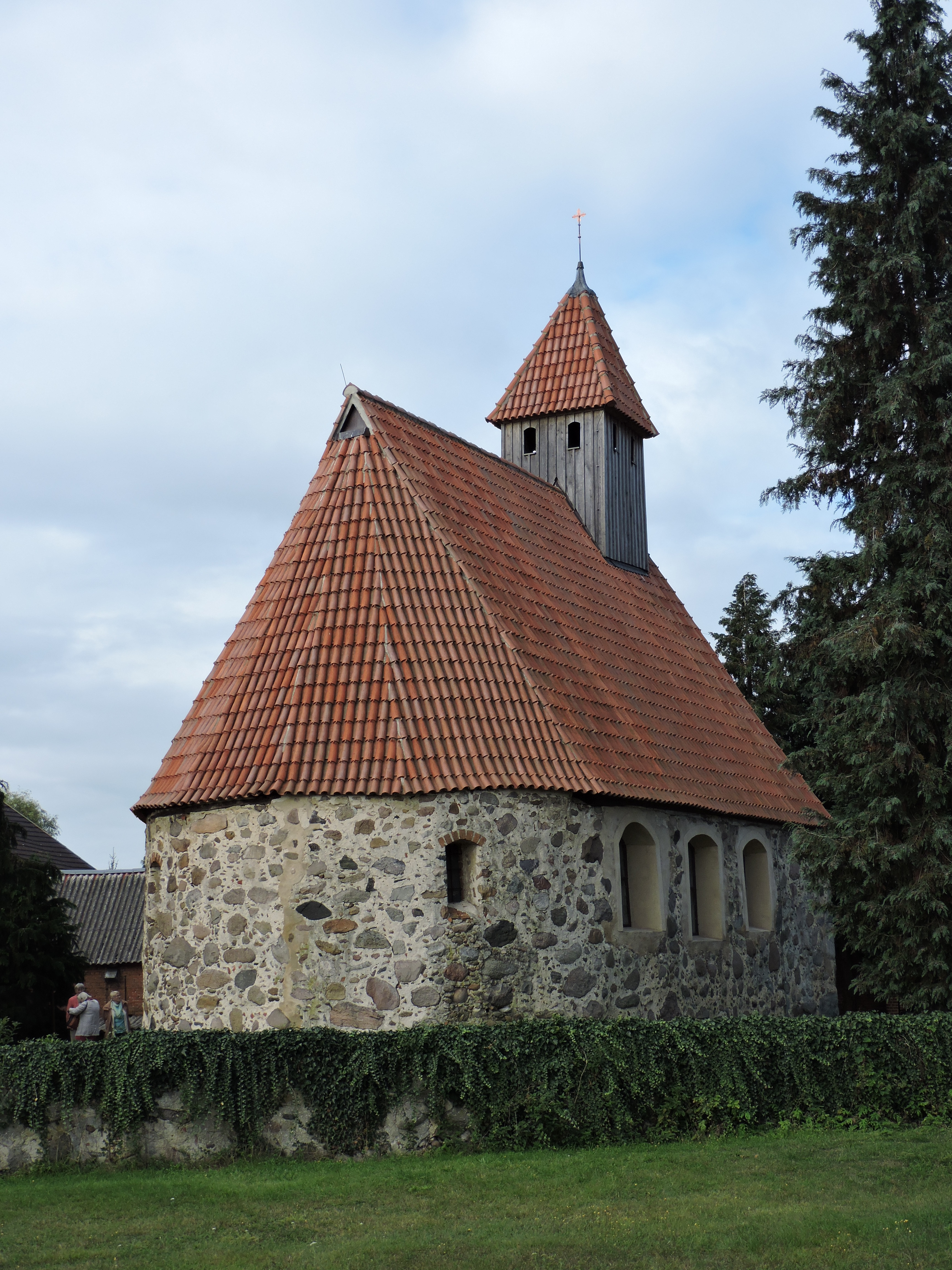
Kerkje van Maxdorf